# Zishou Miaozong
Zishou Miaozong (資壽妙總; ur. 1095, zm. 1170) – chińska mistrzyni chan z frakcji yangqi szkoły linji. Jedna z najbardziej znanych mistrzyń chan

## Życiorys
Pochodziła z bardzo znakomitej i wpływowej rodziny Su. Jej dziadek – Su Song (1020–1101) – był wielkim kanclerzem.
Gdy miała 15 lat, chociaż była całkowitą ignorantką jeśli chodzi o chan, zadawała sobie pytania, jak i dlaczego ludzie rodzą się w tym świecie, skąd pochodzą i dokąd idą po śmierci. Ponieważ była na tych pytaniach bardzo skoncentrowana, samodzielnie osiągnęła wgląd, nie zdając sobie sprawy z wyjątkowości tego zdarzenia; była przekonana, że dotyczy to wszystkich. Nigdy więc nie wspomniała o tym zdarzeniu nikomu.
Nieco później, tradycyjnie została zmuszona przez matkę i ojca do zamążpójścia. Jej mężem został Xu Shouyuan z Zhixu. Jednak wkrótce zaczęła coraz bardziej nie lubić świata, który ją otaczał. Powróciła więc do swoich form koncentracji. Jej pragnieniem było przekroczenie zwykłego świata i pozostawienie go za sobą.
W końcu udała się do mistrza chan Jianyan Yuana.
Mistrz Yuan powiedział Dobrze urodzona dama z bogatej rodziny [chroniona przed wiedzą o świecie]. Jak w ogóle możesz być przygotowana do spraw wielkiego bohatera?
Miaozong odparła Czy Dharma Buddy rozróżnia pomiędzy męskim a żeńskim?
Mistrz Yuan pytał ją dalej. Czym jest budda? Ten umysł jest buddą. Co z tobą?
Miaozong odpowiedziała Słyszałam o tobie od dłuższego czasu, ale ty wciąż mówisz ten rodzaj rzeczy.
Mistrz Yuan powiedział Gdy ktoś stawał w drzwiach, mistrz Deshan natychmiast go uderzał.
Miaozong odparła Gdybyś ty to praktykował, nie otrzymałbyś datków od ludzi i bogów.
Mistrz Yuan powiedział Jeszcze nie jesteś tam.
Miaozong uderzyła podstawkę kadzidełka ręką.
Yuan powiedział Akurat znalazła się podstawka do uderzenia przez ciebie. A co, gdyby jej nie było?
Miaozong natychmiast wyszła.
Yuan zawołał za nią Jaką prawdę zobaczyłaś, że uczyniła cię taką?
Miaozong odwróciła głowę Nigdzie nie ma ani jednej rzeczy.
Yuan powiedział To jest to, co powiedział Yongjia.
Miaozong powiedziała A dlaczego nie mogłabym wziąć tego od niego?
Yuan powiedział Prawdziwe lwiątko!
Pewnego razu Miaozong odwiedziła mistrza chan Zhenxiego, który żył w małym klasztorze Yixing.
Gdy weszła do jego pokoju, Zhenxie spytał Czy jesteś zwyczajna czy mędrcem?
Miaozong powiedział A gdzie jest trzecie oko?
Zhenxie powiedział Prawdziwa rzecz pojawia się tuż przed twoją twarzą – jaka ona jest?
Miaozong podniosła swoją matę do robienia pokłonów.
Zhexie powiedział Nie pytałem o to.
Miaozong powiedziała Za późno – minęło!
Zhenxie krzyknął He!
Miaozong także krzyknęła He!
Miaozong odwiedzała wielu wybitnych mistrzów w prowincjach Jiangxi i Zhejiang. Nie znała jeszcze mistrza Dahui Zonggao. Pewnego dnia dowiedziała się, że mistrz Dahui i Feng Jichuan przybyli do miasta. Udała się do nich, ale jedynie pokłoniła się z szacunkiem. Dahui powiedział do Fenga Ta kobieta, która właśnie przyszła, coś już zobaczyła. Ale jeszcze nie zmierzyła się z młotem i szczypcami, kuźnią i miechami. Jest jak dziesięciotysięcznik w zamkniętym porcie – jeszcze nie może się ruszyć. Feng powiedział Jak możesz tak łatwo mówić coś takiego? Dahui powiedział Jeśli odwróci głowę w ten sposób, będę musiał być bardziej spostrzegawczy.
Następnego dnia Miazong z mężem zaprosili Dahui, aby wygłosił mowę Dharmy. Dahui popatrzył na zgromadzenie i powiedział
Dziś jest pośród was osoba, która coś zobaczyła. Sprawdzam ludzi jak urzędnik celny – gdy tylko przyjdą, wiem, czy mają jakieś rzeczy do oclenia. Gdy zszedł ze swego siedzenia, Miaozong poprosiła go o imię na Drodze. Dahui nadał jej imię Wuzhuo (Bez przywiązania).
W następnym roku Miaozong udała się na górę Jing, gdzie nauczał Dahui i wzięła udział w letnim odosobnieniu. Jej praktyka była nieustannie kwestionowana przez głównego mnicha Wanana, który wielokrotnie poruszał ten temat w rozmowach z mistrzem Dahuim. Sytuację zaogniało dodatkowo swobodne życie mistrza, który przyprowadzał do klasztoru swoje kochanki. W czasie formalnej mowy Dahui przedstawił gong’an dotyczący sytuacji, gdy Yaoshan Weiyan (774–827) rozpoczął praktykę u Shitou Xiqiana (700–790), a potem zobaczył Mazu Daoyi. W gong’anie tym jest m.in. następująca linijka
Shitou powiedział „Ten sposób nie działa, nie ten sposób także nie działa. Ten sposób, ani nie ten sposób oba nie działają.
Po usłyszeniu tego zdania Miaozong osiągnęła wielkie oświecenie. Udała się do Dahui, który sprawdzał ją używając także innych gong’anów.
Jej gatha oświecenia była następująca
Nagle przypadkowo dotknęłam mojego nosa.
Moja mądrość była jak topiący się lód i kruszące się dachówki.
Dlaczego Bodhidharma musiał przybyć z Indii?
Drugi Patriarcha nie musiał złożyć trzech pokłonów.
Jeśli wciąż chcesz zapytać „jak to jest?”
Cała banda zbójców jest pobita do szczętu.
Dahui odpowiedział jej następująco
Przebudziłaś się do żywej intencji patriarchów,
Rozcinając wszystko na dwa jednym cięciem, bezpośrednio kończąc zadanie.
Gdy natrafisz na karmiczne przypadki jeden po drugim, zaufaj naturalności;
Czy na tym świecie, czy na zewnątrz niego nie ma nadmiaru ani braku.
Po jakimś czasie została mniszką. Prawdopodobnie musiała być wtedy wdową, gdyż w tym czasie i przy jej statusie, nie mogłaby działać tak samodzielnie. Przebywała m.in. w Pingjiangfu w prow. Jiangxi.
Była słynna w kręgach chanistycznych i stała się wzorem dla następnych pokoleń.
Gubernator prowincji Zhang Anguo wyznaczył ją opatką klasztoru żeńskiego Zishou. Przed śmiercią poprosiła o zwolnienie ze stanowiska i powróciła do swojego dawnego domu.

## Linia przekazu Dharmy zen
Pierwsza liczba oznacza liczbę pokoleń od Pierwszego Patriarchy chan w Indiach Mahakaśjapy.
Druga liczba oznacza liczbę pokoleń od Pierwszego Patriarchy chan w Chinach Bodhidharmy.
Trzecia liczba oznacza początek nowej linii przekazu w innym kraju.
- 45/18. Yangqi Fanghui (992–1049) Szkoła yangqi
  - 46/19. Baiyun Shouduan (1025–1079)
    - 47/20. Wuzu Fayan (1024–1104)
      - 48/21. Yuanwu Keqin (1063–1135)
        - 49/22. Dahui Zonggao (1089–1163)
          - 50/23. Zishou Miaozong (1095–1170) mistrzyni chan
          - 50/23. Wuji Lepai
          - 50/23. Daoqian (bd)
          - 50/23. Zongyuan (bd)
          - 50/23. Zhuo’an Deguang (1121–1203) (także Fozhao)
            - 51/24. Mi’an Xianjie (1118–1186)
              - 52/25. Songyuan Chongyue (1139–1209
                - 53/26. Yun’an Puyan (1156–1226)
                  - 54/27. Xutang Zhiyu {1189–1269)
                    - 55/28/1. Nampo Jōmyō (1235–1309) Japonia. Szkoła rinzai.

              - 52/25. Po’an Zuxian (1136–1211)
                - 53/26. Wuzhun Shifan (Yuanzhao) (1177–1249)
                  - 54/27. Wuxue Zuyuan (1226–1286) (także Foguang)
                    - 55/28/1. Kōhō Kennichi (1241–1316) Japonia.
                    - 55/28/1. Kian Soen (1261–1313) Japonia.
                    - 55/28/1. Muchaku (ur. 1243) Japonia. Mniszka
                    - 55/28/1. Hōjō Tokimune (1251–1284) Japonia.
                    - 55/28/1. Ichiō Inkō (1210–1281) Japonia
                    - 55/28. Wu’an Puning (1197–1276)
                      - 56/29/1. Hōjō Tokiyori (1227–1263) Japonia

                    - 55/28/1. Enni Ben’en (1201–1280) Japonia
                    - 55/28. Wanji Xingmi (bd)
                      - 56/29. Yishan Yining (1217–1317)
                        - 57/30/1. Kokan Shiren (1278–1346) Japonia
                        - 57/30/1. Sesson Yūbai (1290–1346) Japonia

                  - 54/27. Xueyan Huilang (bd)
                    - 55/28. Gaofeng Yuanmiao (1238–1295)
                      - 56/29/1. Zhongfeng Mingben (1263–1323) Japonia
                        - 57/30/2. Sengan Genchō (1284–1357) Japonia
                          - 58/31/3. Daisetsu Sonō (1313–1377) Japonia

                        - 57/30/2. Kosen Ingen (1295–1374) Japonia
                          - 58/31/3. Gesshū Jukei (zm. 1333)

                        - 57/30/2. Muin Genkai (zm. 1358)
                        - 57/30/2. Onkei Soyū (1286–1344)
                          - 58/31/3.
                            - 59/32/4.
                              - 60/33/5.
                                - 61/34/6.
                                  - 62/35/7.
                                    -  ? Ichige Sekiyu (1441–1507)

                    - 55/28. Qi’an Zongxin (bd)
                      - 56/29. Shiwu Qinggong (1272–1352)
                        - 57/30. T’aego Poŭ (1301–1382) Korea. Szkoła imje